# Marlene Dumas
Marlene Dumas (Cape Town, 3 d'agost de 1953) és una artista i pintora nascuda a Sud Àfrica. Ara viu i treballa a Amsterdam. En el passat produïa pintures, collages, dibuixos, impressions i instal·lacions. Ara treballa sobretot a l'oli sobre tela i amb tinta sobre paper. Dumas emfatitza al mateix temps el cos com a realitat física i el seu pès psicològic. Tendeix a pintar personatges dels extrems del cicle de la vida, des del naixement fins a la mort, subrallant sempre les formes de representació de l'art occidental, els nus o els retrats funeraris. Treballant i alhora transgredint aquests antecedents històrics tradicionals, Dumas utilitza la figura humana per criticar les idees contemporànies sobre raça, sexe i identitat social.

## Biografia
Nascuda a Cape Town, Sud Àfrica el 1953, Marlene Dumas creix voltada de vinya a la propietat de la família, més enllà dels límits de la ciutat, a la regió vinícola de Kuils River. S'expressa en afrikaans, conviu amb l'apartheid i des de petita dibuixa constantment. Com a estudiant de pintura a la Universitat Michaelis School of Fine Art de Cape Town en els primers anys 70, presta atenció als temes clau del moment: el conceptualisme i la teoria de l'art. La televisió no arriba fins a l'any 1976 i la major part de l'art que veu són reproduccions. La fotografia té un gran impacte en la jove artista d'aquell moment i, en qualsevol cas l'obra de Diane Arbus l'endinsa en la complexitat de la representació de la forma humana i la força de la imatge. L'any 1976 Dumas aconsegueix una beca per estudiar a l'institut d'art holandès Ateliers a Haarlem d'on després es trasllada a Amsterdam on encara viu i treballa. En els anys de formació Dumas aprofundeix en la relació entre la imatge i el text amb collages, combinant retalls de fotografies amb text i dibuixos de moviments gestuals. Comença un arxiu d'imatges amb polaroids, retalls de diaris i revistes, postals que avui amplia amb imatges d'actualitat baixades de la xarxa.

## Obra
L'obra de Marlene Dumas s'inspira sobretot en imatges alienes. Fotogrames de pel·lícules, imatges aparegudes a la premsa, sovint barrejant més d'una font. A Jen, retrata de molt a prop, únicament el rostre, el coll i el pit d'una desconeguda, agafada d'una foto fixa de la pel·lícula de Yoko Ono The Fly. Com ella, obvia l'entorn per centrar-se en la dona. Pinta la pell d'un blanc mòrbid, amb matisos grisos i rosats a les ombres que contrasta amb el negre intens del cabell que es confon amb el fons i els colors del pit, els llavis i els ulls. Com a Amy.Blue, fa servir el blau associat a l'estat d'ànim i al fred. El cos inert, el nostre destí que la pintura occidental ha deixat de banda. Marlene Dumas deforma, maquilla els seus personatges fent-los irreconeixibles. Utilitza temes amb els que s'identifica emocionalment i ocasionalment assumptes o records personals. És el cas de For whom the bell tolls o de Dead Marilyn de 2008, on es barreja el mite cinematogràfic, la icona de joventut amb el tractament de la pèrdua d'un ser estimat, la transformació i també la llibertat lligats a la mort de la seva mare. Ja el 1994 va pintar a la seva filla a The painter, en el que es reivindica a la dona-nena com a artista i no musa d'artistes.